# کاتارین بور بلودگت
کاتارین بور بلودگت (انگلیسی: Katharine Burr Blodgett؛ زاده ۱۰ ژانویه ۱۸۹۸ درگذشته ۱۲ اکتبر ۱۹۷۹) یک فیزیک‌دان اهل ایالات متحده آمریکا بود.